# Hybanthus jefensis
Hybanthus jefensis là một loài thực vật có hoa trong họ Hoa tím. Loài này được Todzia mô tả khoa học đầu tiên năm 1989.